# A Fantasztikusok az X-Men ellen
A Fantasztikusok az X-Men ellen, eredeti címén: The Fantastic Four vs. The X-Men egy, a Marvel Comics által kiadott mini-képregénysorozat, mely 1987-ben jelent meg az Egyesült Államokban. A történet írója Chris Claremont, rajzolója Jon Bogdanove. Magyarországi 1994-ben jelent meg a Marvel Extra 7., 8., 9. és 10. számában.
A történet a „mutáns mészárlás” után játszódik, melyben az X-Men a Martalócokkal vívott harca során Árnymacska súlyosan megsérült és állapota egyre romlik, ezért az X-Men Mr. Fantastichoz fordul segítségért.

## Cselekmény
|  | Alább a cselekmény részletei következnek! |

### Rémálmok
Franklin Richards szörnyű rémálmok gyötrik melyben apja, Mr. Fantastic megöli a Fantasztikus Négyes és az X-Men minden tagját, majd miután kinyitja régi naplóját, a „gonosz könyvet” átváltozik Fátum Doktorrá.
Franklin felébred és el akarja mesélni álmát apjának, de az szokása szerint belefeledkezik munkájába és nem ér rá, ezért édesanyja, a Láthatatlan kezdi vigasztalni a kisfiút. Közben a család régi holmijai között kutatnak, ahol a Sue megtalálja Reed régi egyetemi naplóját. Franklin felismeri, hogy ez az a „gonosz könyv” amit álmában látott és szörnyen megijed.
Eközben a Muir-szigeten az X-ek új főhadiszállásán a „mutáns mészárlás” során megsérült Árnymacska állapota egyre romlik, atomjai egyre jobban távolodnak egymástól. Egyetlen reménye Mr. Fantastic új találmánya lehet, ezért Magneto elindul, hogy segítséget kérjen tőle.
Ezzel egy időben az Ullapoolból hazafelé tartó Káprázat és Mázlista kimentenek a vízből egy hajótöröttet, akit magukkal visznek a szigetre.
New Yorkban, a Fantasztikusok otthonban Sue beleolvas a naplóba és olyan dolgokat tud meg a rakétarepülésükről, melynek során szuperképességeket szereztek, mely miatt összeveszik férjével. Szintén New Yorkban az Amazon és a Lény egy szerencsétlenség helyszínén találkoznak Magentoval, aki segédkezik nekik megakadályozni egy katasztrófát. Ezután a Fantasztikusok főhadiszállásán megpróbálja elmagyarázni a helyzetet a Fantasztikusoknak, de azok nehezen akarnak hinni neki, Magnetonak bűnöző múltja miatt. Végül mégis beleegyeznek.

### Kétség és Fátum
Úton a Muir-sziget felé Reedet kétségek kezdik gyötörni saját emberiessége és tévedhetetlenségébe vetett hitében. Miután a szigeten megvizsgálja Árnymacskát kijelenti, hogy nem segíthet rajta mert nem mer kockáztatni. Magneto ezt a választ nem akarja elfogadni és megpróbálja erővel elvenni Reed szerkezetét. A két csapat összecsap egymással melynek során Fáklya súlyosan megsebesíti Vihart. Franklin asztrálteste végig jelen van az események alatt, de nem tehet semmit, hiszen valójában otthon alszik.
A két csapat idővel lecsillapodik és fegyverszünetet köt. Ekkor a Mázlisa és Káprázat által kimentett hajótörött leveti álcáját és kiderül, hogy valójában egy robot melyet Fátum Doktor küldött az X-ekhez. A robot átadja Fátum üzenetét, mely szerint ő képes és hajlandó is segíteni Árnymacskán és cserébe nem kér semmit. Reed megpróbálja megakadályozni, hogy az X-ek egyáltalán meg is fontolják az ajánlatot, mire Vihar elküldi őt a szigetről, mondván neki ehhez már nincs semmi köze. Miután a Fantasztikusok távoznak, Vihar összeesik.
Később New Yorkban Reed azon töpreng, hogy miért is nem segített Árnymacskán, hiszen a találmánya pont az ilyen helyzetekre készült. Ekkor a Lény rátámad és válaszokat követel arra, amit a naplójából megtudott. A Fantasztikusok összegyűlnek és Reed elkezd felolvasni a naplóból, mely szerint szándékosan intézte úgy, hogy rakétarepülésük során a kozmikus sugarak mutációt idézzen elő bennük. A Lény és Fáklya csalódottan otthagyják Reedet.
Eközben a Muir-szigeten az X-ek meghozzák nehéz döntésüket, miszerint elfogadják Fátum ajánlatát.
Az X-Men csapata elutazik Latveiába ahol Fátum Doktor helyreállítja Vihar súlyosan égési sérülését amit Fáklya okozott neki a korábbi összecsapás során. Fátum várának egyik tornyában elhelyezett Kitty nem hajlandó elfogadni, hogy társai egy életre Fátum lekötelezettjévé váljanak és lehatározza, hogy öngyilkos lesz. Elhagyja a cellát ami egyben tartja atomjait és kilép a torony párkányára, hogy atomjait szétoszlassa a szélben. Franklin asztrálteste megjelenik a toronyban és könyörög Kittynek, hogy ne tegye, de a lány nem hallja a kisfiút. Lockheed kiáltására az X-ek is felfigyelnek, hogy baj lehet és Psziché telepatikus kapcsolatba lép Kittyvel. Kitty eltökélt, hogy végigviszi tervét, de végül meghallja Franklin kétségbeesett sírását és visszatér a cellába.

### Bizalom
New Yorkban Reed a naplóját szorongatva bolyong otthonukban és továbbra is emészti a kétség. Bemegy fia szobájába és bocsánatot kér alvó gyermekétől amiért miatta nem lehet normális élete. Franklin felébred és apjához bújik, Reed pedig mesélni kezd neki. Sue közben az ajtóban láthatatlanná válik, és úgy figyeli a meghitt apa-fia jelenetet.
Ben Grimm, a Lény New York utcáit rója és visszatér a régi környékre ahol született, a Yancy Street-re és betér egy kocsmába. Saját „torzszülött” külsején gondolkodik, hogy emiatt soha nem lesz családja, és azon, hogy minderről legjobb barátja tehet. Záróra után változatlan komor hangulatban távozik, mikor kiabálásra és lángokra lesz figyelmes. A közelben baleset történt és egy lángoló kocsiból „torzszülött” képességeinek köszönhetően sikerül kimentenie egy kislányt.
Közben Johnny, a Fáklya a Hudson-folyó partján gyakorol és emészti magát amiért nem volt eléggé ura képességeinek és megsebesítette Vihart. Visszatér szerelme, Alicia lakására és kiönti lelkét a lánynak. Bűnösnek érzi magát amiért mindenki haragszik Reedre azért amit velük tett, ő viszont képtelen így érezni. Úgy érzi a rakétaút során szerzett különleges képességei adtak értelmet életének.
Közben a Fantasztikusok otthonában Reed és Sue beszélgetni kezdenek és Sue kételkedni kezd benne, hogy az a hideg és számító valaki, aki a naplót írta valóban Reed lenne. Ennek ellenére Reedet még mindig gyötri a kétség, hogy mi van ha újra téved, mint annak idején, és hogy ez a tévedés Kitty életébe kerülhet. Ennek ellenére elhatározza, hogy elmegy Latveriába és megpróbálja megmenteni Kittyt. Ekkor megjelenik az ajtóban Ben és Johnny is. A Fantasztikus család újra együtt van.

### Egy lány életéért
Franklin álmában asztráltestén keresztül megpróbálja tartani a lelket Kittyben. Közben az egész Fantasztikus család útnak indul Laveria felé. Érkezésükkor Magneo mágnese erejével megpróbálja megakadályozni, hogy Fátum kastélyának közelébe érjenek és ezzel átmeneti károsodást okoz a szerkezetben mellyel Fátum Kittyt próbálja meggyógyítani. Újabb összecsapásra kerül sor a Fantasztikus Négyes és az X-Men között, ám a harcnak Franklin és Lockheed megjelenése véget vet. Franklin meggyőzi a felnőtteket, hogy gondoljanak inkább Kittyre ahelyett, hogy egymással „verekszenek”.
Közben Fátum a várból figyeli a történteket. Meglátja Reednél a naplóját és ez gúnyos kárörömmel tölti el, mintha pontosan tudná mi áll benne.
Ezalatt Kitty állapota végső stádiumához közelít, tudatát már csak Psziché telepatikus ereje tartja össze. Reed felfedezi, hogy Fátum számításaiba hiba csúszott, viszont ő maga képtelen összepontosítani önmagába vetett kételyei miatt. Fátum felajánlja a lehetőséget, hogy kérje meg Pszichét, lépjen be a tudatába és ezzel tisztázna mindent, ami persze Kitty azonnali halálát is jelentené, hiszen  már csak Psziché tartja egyben Kittyt. Reed néhány pillanatra gondolataiba merül majd kisvártatva mintha visszatérne önbizalma.
A következő jelenetben már a Fantasztikusok, az X-ek és Fátum a vár egyik fogadótermében vannak. Reed elmondja Viharnak, hogy időbe fog telni, de Kitty teljesen felépül. Közben Sue Fátummal beszélget arról, hogy bizonyítéka ugyan nincs, de tudja, hogy ő hamisította Reed naplóját és hogy mindenek ellenér nem sikerült felbomlasztania a Fantasztikusok családját.
Franklin békésen álomba merül apja mellett, asztrálteste pedig Kittyvel táncolni kezd.

## Magyarországi megjelenés
Magyarországon a történet 1994-ben jelent a Marvel Extra számaiban.
- 1. rész – Kétely és bizonytalanság: Marvel Extra #7 (1994. február)
- 2. rész – Az igazság arcai: Marvel Extra #8 (1994. április)
- 3. rész – A lélek fekete fénye: Marvel Extra #9 (1994. június)
- 4. rész – Bizalom: Marvel Extra #10 (1994. augusztus)

## Megjelenés újranyomtatva
The Fantastic Four vs. X-Men (TPB) ISBN 0-8713-5650-3

## Tények és érdességek
- A The Fantastic Four vs. X-Men 4. számának elején Kitty magában énekel. A lány Oscar Hammerstein, A muzsika hangja című Broadway musicaléből idéz fel egy dalt, bár a szövegét kicsit megváltoztatja.